# Szent László-emlékév
A 2017-es évet Szent László-emlékévnek nyilvánította a nemzetpolitikai államtitkárság a „lovagkirály” trónra lépésének 940., szentté avatásának 825. évfordulója alkalmából.

## Célja
Az emlékév célja felhívni a figyelmet arra, hogy Szent László a keresztény egység jegyében kapcsolta össze a közép-európai nemzeteket. Életművében a nemzet fogalma is hangsúlyos volt, hiszen a Magyar Királyság az ő uralkodása alatt tudta megerősíteni pozícióját és szerepét a térségben.
László király volt az első olyan Árpád-házi uralkodó, aki összekapcsolta a közép-európai népeket, hiszen Lengyelországban született, Erdély védőszentje, a zágrábi püspökség alapítója volt és Nyitrán halt meg. Szent László e népek közösen tisztelt királya és az itt élő nemzetek összetartásának, együttműködésének szimbóluma lett. Az emlékév alkalmat adhat, hogy a térség államai a történelmi hagyományokra alapozva hatékony együttműködést alakítsanak ki.

## Kihirdetése
Az emlékévet 2016. augusztus 17-én hirdette ki Potápi Árpád, a Miniszterelnökség nemzetpolitikáért felelős államtitkára, aki elmondta, hogy a 2016-os Márton Áron- és Szent Márton-emlékév sikerén felbuzdulva, a Báthory-Bem Hagyományőrző Egyesület és az Emberi Méltóság Tanácsa kezdeményezésére hirdették meg az emlékévet, melynek költségeire 80 millió forintot különítettek el.
Lomnici Zoltán, az Emberi Méltóság Tanácsának elnöke szerint „az egyén méltósága nem értelmezhető a nemzet méltósága nélkül”, amihez hozzátartozik, hogy hivatkozni lehessen a nemzet nagyjaira.

## Lebonyolítása
Az emlékév programjainak lebonyolítását egy külhoni, civil és egyházi szakértőkből álló tanácsadó testület segíti, amelynek elnöke Gaal Gergely.
A programok között szerepel vándorkiállítás, az ismereteket bővítő és az uralkodó személyét közvetítő verseny fiatalok számára, valamint tudományos konferencia. Tervezik még a nemzeti önbecsüléshez kapcsolódó pályázat kiírását, Szent László-énekeskönyv újrakiadását és terjesztését, gyermektábor, sportverseny szervezését.
A programsorozatot bevezető konferenciát 2016. szeptember 6-án rendezték meg Nagyváradon, ahol bemutatták a Szent László nemzeti zarándoklat nevű lelki utat, mely azt a két püspökséget köti össze, amely a lovagkirály nevéhez fűződik: a zágrábit és a nagyváradit. Böcskei László nagyváradi megyés püspök elmondta, hogy a húsvét 5. vasárnapján ünnepelt szentmise utáni Szent László hermás körmenet 2017-ben már a vártemplomig, a kultusz bölcsőjéig tart.